# TEC Charleroi
 (septembre 2014).
Si vous disposez d'ouvrages ou d'articles de référence ou si vous connaissez des sites web de qualité traitant du thème abordé ici, merci de compléter l'article en donnant les références utiles à sa vérifiabilité et en les liant à la section « Notes et références ».
Le TEC Charleroi fait partie du TEC (ex-SRWT), qui est la société publique de transport de la Région wallonne en Belgique. Son réseau est composé de 81 lignes d'autobus et de quatre lignes de métro.
La Direction Charleroi dessert, sur son réseau, près de 1 748 arrêts dans une vingtaine de communes.
Le 1er mars 2018, le gouvernement Wallon a voté la fusion des 6 sociétés actuelles (SRWT et 5 société d'exploitations) au sein d'une nouvelle structure unique, l'Opérateur de Transport de Wallonie (OTW). La marque commerciale TEC, reste cependant d'application.

## Histoire
Le TEC Charleroi a été fondé en 1991, lors de la régionalisation des transports en Belgique. Auparavant, la Société des transports intercommunaux de Charleroi (STIC) gérait des lignes conjointement avec la Société nationale des chemins de fer vicinaux (SNCV).
Le 1er janvier 2019, la société a disparu en tant que telle à la suite du décret du 28 mars 2018 prévoyant la fusion-absorption avec l'Opérateur de transport de Wallonie devenant ainsi sa Direction Charleroi.

## Réseau
Le réseau est constitué de 4 lignes de tramways (Métro léger de Charleroi) et de 81 lignes d'autobus: 72 lignes sont exploitées directement par le TEC. Les lignes 99, 108, 109a, 129, 132c, 136d, 156a, E109 et E110 sont sous-traitées à l'exploitant Ets Liénard & Cie, les lignes 365a et 366 aux Ets Picavet & Cie, filiales de Keolis Belgique.
Le City-Bus est un bus urbain circulant à Charleroi. Il relie la gare de Charleroi-Central, les centres commerciaux Rive gauche et Ville 2 et le dépôt de Genson, au nord de la ville, en passant par le centre de la ville.

### Métro léger
| Ligne | Caractéristiques | Caractéristiques                                 | Caractéristiques                                 | Caractéristiques                                 | Caractéristiques                                 | Caractéristiques                                 | Caractéristiques                                 | Caractéristiques                                 | Caractéristiques                                 |
| M1    | Ligne M1 du métro léger de Charleroi | Ligne M1 du métro léger de Charleroi             | Ligne M1 du métro léger de Charleroi             | Ligne M1 du métro léger de Charleroi             | Ligne M1 du métro léger de Charleroi             | Ligne M1 du métro léger de Charleroi             | Ligne M1 du métro léger de Charleroi             | Ligne M1 du métro léger de Charleroi             | Ligne M1 du métro léger de Charleroi             |
| M1    | Charleroi – Gare Centrale ⥋ Anderlues — Monument | Charleroi – Gare Centrale ⥋ Anderlues — Monument | Charleroi – Gare Centrale ⥋ Anderlues — Monument | Charleroi – Gare Centrale ⥋ Anderlues — Monument | Charleroi – Gare Centrale ⥋ Anderlues — Monument | Charleroi – Gare Centrale ⥋ Anderlues — Monument | Charleroi – Gare Centrale ⥋ Anderlues — Monument | Charleroi – Gare Centrale ⥋ Anderlues — Monument | Charleroi – Gare Centrale ⥋ Anderlues — Monument |
| ----- | --- | ------------------------------------------------ | ------------------------------------------------ | ------------------------------------------------ | ------------------------------------------------ | ------------------------------------------------ | ------------------------------------------------ | ------------------------------------------------ | ------------------------------------------------ |
| M1    | Ouverture / Fermeture 27 février 2012 / — | Longueur 17,3 km                                 | Durée 32 min                                     | Nb. d’arrêts 25                                  | Matériel BN LRV                                  | Jours de fonctionnement L, Ma, Me, J, V, S, D    | Jour / Soir / Nuit / Fêtes O / N / N / O         | Voy. / an —                                      | Dépôt Anderlues                                  |
| M1    | Desserte : - Ville et lieux desservis : Charleroi ; Fontaine-l'Évêque ; Anderlues - Gares desservies : Gare de Charleroi-Central, Gare de Charleroi-Ouest |                                                  |                                                  |                                                  |                                                  |                                                  |                                                  |                                                  |                                                  |
| M1    | Autre : - Amplitudes horaires : la ligne fonctionne du lundi au vendredi sauf jours fériés de 4 h 47 à 20 h 10, le samedi sauf jours fériés de 4 h 47 à 19 h 47 et le dimanche et jours fériés de 6 h 44 à 19 h 47. Ensuite, le service est assuré par la ligne de bus M1ab. Schéma d'exploitation. - Fréquences : Lundi-vendredi : 2/h ; Week-end: 1/h. - Particularités : la boucle urbaine est parcourue dans le sens anti-horaire. Tramway entre les arrêts "Pétria" et "Monument". - Arrêts non accessibles aux PMR : - Date de dernière mise à jour : 14 janvier 2023.                                                              |                                                  |                                                  |                                                  |                                                  |                                                  |                                                  |                                                  |                                                  |
| M1    | Dernière actualisation : — |                                                  |                                                  |                                                  |                                                  |                                                  |                                                  |                                                  |                                                  |
| M2    | Ligne M2 du métro léger de Charleroi | Ligne M2 du métro léger de Charleroi             | Ligne M2 du métro léger de Charleroi             | Ligne M2 du métro léger de Charleroi             | Ligne M2 du métro léger de Charleroi             | Ligne M2 du métro léger de Charleroi             | Ligne M2 du métro léger de Charleroi             | Ligne M2 du métro léger de Charleroi             | Ligne M2 du métro léger de Charleroi             |
| M2    | Charleroi – Gare Centrale ⥋ Anderlues — Monument |                                                  |                                                  |                                                  |                                                  |                                                  |                                                  |                                                  |                                                  |
| M2    | Ouverture / Fermeture 27 février 2012 / — | Longueur 17,3 km                                 | Durée 37 min                                     | Nb. d’arrêts 25                                  | Matériel BN LRV                                  | Jours de fonctionnement L, Ma, Me, J, V, S, D    | Jour / Soir / Nuit / Fêtes O / N / N / O         | Voy. / an —                                      | Dépôt Anderlues                                  |
| M2    | Desserte : - Ville et lieux desservis : Charleroi ; Fontaine-l'Évêque ; Anderlues - Gares desservies : Gare de Charleroi-Central, Gare de Charleroi-Ouest |                                                  |                                                  |                                                  |                                                  |                                                  |                                                  |                                                  |                                                  |
| M2    | Autre : - Amplitudes horaires : la ligne fonctionne du lundi au vendredi sauf jours fériés de 5 h 37 à 18 h 39, le samedi sauf jours fériés de 5 h 22 à 18 h 54 et le dimanche et jours fériés de 7 h 14 à 18 h 54. Remplacée en soirée par la ligne de bus M1ab. Schéma d'exploitation. - Fréquences : Lundi-vendredi : 2/h ; Week-end: 1/h. - Particularités : la boucle urbaine est parcourue dans le sens horaire. Tramway entre "Pétria" et "Monument". - Arrêts non accessibles aux PMR : - Date de dernière mise à jour : 14 janvier 2023.                                                                                         |                                                  |                                                  |                                                  |                                                  |                                                  |                                                  |                                                  |                                                  |
| M2    | Dernière actualisation : — |                                                  |                                                  |                                                  |                                                  |                                                  |                                                  |                                                  |                                                  |
| M3    | Ligne M3 du métro léger de Charleroi | Ligne M3 du métro léger de Charleroi             | Ligne M3 du métro léger de Charleroi             | Ligne M3 du métro léger de Charleroi             | Ligne M3 du métro léger de Charleroi             | Ligne M3 du métro léger de Charleroi             | Ligne M3 du métro léger de Charleroi             | Ligne M3 du métro léger de Charleroi             | Ligne M3 du métro léger de Charleroi             |
| M3    | Charleroi – Gare Centrale ⥋ Gosselies — Faubourg de Bruxelles |                                                  |                                                  |                                                  |                                                  |                                                  |                                                  |                                                  |                                                  |
| M3    | Ouverture / Fermeture 22 juin 2013 / — | Longueur 16,6 km                                 | Durée 33 min                                     | Nb. d’arrêts 28                                  | Matériel BN LRV                                  | Jours de fonctionnement L, Ma, Me, J, V, S, D    | Jour / Soir / Nuit / Fêtes O / N / N / O         | Voy. / an —                                      | Dépôt Jumet                                      |
| M3    | Desserte : - Ville et lieux desservis : Charleroi - Gares desservies : Gare de Charleroi-Central, Gare de Charleroi-Ouest |                                                  |                                                  |                                                  |                                                  |                                                  |                                                  |                                                  |                                                  |
| M3    | Autre : - Amplitudes horaires : la ligne fonctionne du lundi au vendredi sauf jours fériés de 5 h 6 à 20 h 1, le samedi sauf jours fériés de 5 h 22 à 19 h 56 et le dimanche et jours fériés de 5 h 10 à 20 h 1. Ensuite remplacée par la ligne de bus M3ab. Schéma d'exploitation. - Fréquences : Lundi-vendredi (scolaires) : 6/h ; Lundi-vendredi (congés) : 4/h ; Samedi : 4/h ; Dimanche/fériés : 3/h - Particularités : la boucle urbaine est parcourue dans le sens horaire. Tramway en site propre entre "Piges" et "Faubourg de Bruxelles". - Arrêts non accessibles aux PMR : - Date de dernière mise à jour : 14 janvier 2023. |                                                  |                                                  |                                                  |                                                  |                                                  |                                                  |                                                  |                                                  |
| M3    | Dernière actualisation : — |                                                  |                                                  |                                                  |                                                  |                                                  |                                                  |                                                  |                                                  |
| M4    | Ligne M4 du métro léger de Charleroi | Ligne M4 du métro léger de Charleroi             | Ligne M4 du métro léger de Charleroi             | Ligne M4 du métro léger de Charleroi             | Ligne M4 du métro léger de Charleroi             | Ligne M4 du métro léger de Charleroi             | Ligne M4 du métro léger de Charleroi             | Ligne M4 du métro léger de Charleroi             | Ligne M4 du métro léger de Charleroi             |
| M4    | Charleroi – Gare Centrale ⥋ Gilly — Soleilmont |                                                  |                                                  |                                                  |                                                  |                                                  |                                                  |                                                  |                                                  |
| M4    | Ouverture / Fermeture 27 février 2012 / — | Longueur 8,3 km                                  | Durée 28 min                                     | Nb. d’arrêts 15                                  | Matériel BN LRV                                  | Jours de fonctionnement L, Ma, Me, J, V, S, D    | Jour / Soir / Nuit / Fêtes O / N / N / O         | Voy. / an —                                      | Dépôt Jumet                                      |
| M4    | Desserte : - Ville et lieux desservis : Charleroi - Gares desservies : Gare de Charleroi-Central, Gare de Charleroi-Ouest |                                                  |                                                  |                                                  |                                                  |                                                  |                                                  |                                                  |                                                  |
| M4    | Autre : - Amplitudes horaires : la ligne fonctionne du lundi au samedi sauf jours fériés de 5 h 4 à 19 h 42 et le dimanche et jours fériés de 5 h 36 à 19 h 39. Ensuite, service de bus, ligne M4ab. Schéma d'exploitation - Fréquences : Lundi-vendredi : 6 à 12/h ; samedi : 6/h ; dimanche/fériés : 4/h - Particularités : la boucle urbaine est desservie dans le sens anti-horaire. - Arrêts non accessibles aux PMR : - Date de dernière mise à jour : 14 janvier 2023. |                                                  |                                                  |                                                  |                                                  |                                                  |                                                  |                                                  |                                                  |
| M4    | Dernière actualisation : — |                                                  |                                                  |                                                  |                                                  |                                                  |                                                  |                                                  |                                                  |

## Infrastructure

### Dépôts et centres d'entretien
L'exploitant dispose de 4 dépôts et de 2 centres d'entretien,. Ils se situent à
| Dépôts                         | Autobus (Ab) Tramways (T) | Atelier | Centres d'entretien | Localisation                |
| ------------------------------ | ------------------------- | ------- | ------------------- | --------------------------- |
| Anderlues                      | Ab, T                     | O       | O                   | 50° 24′ 05″ N, 4° 16′ 57″ E |
| Montignies-sur-Sambre (Genson) | Ab                        |         | O                   | 50° 25′ 19″ N, 4° 28′ 05″ E |
| Jumet                          | Ab, T                     |         | O                   | 50° 27′ 05″ N, 4° 26′ 07″ E |
| Nalinnes                       | Ab                        | O       |                     | 50° 19′ 37″ N, 4° 26′ 33″ E |

## Matériel roulant
Le parc d'autobus compte 339 véhicules soit 269 autobus standards, 13 articulés, 13 minibus et midibus et 45 motrices BN.
Le 22 juin 2010, un incendie accidentel détruisit 22 autobus du dépôt Genson,. En attendant que la livraison d'autobus neufs permette de remplacer les véhicules détruits, TEC Charleroi dut emprunter 20 anciens bus de TEC Hainaut, TEC Liège-Verviers et TEC Namur-Luxembourg qui furent radiés ou restitués à leur propriétaire entre 2011 et 2013.

### Midibus
| Marque & Modèle  | Quantité | Numéro de parc | Années de mise en service | Notes                                                                  |
| ---------------- | -------- | -------------- | ------------------------- | ---------------------------------------------------------------------- |
| Heuliez GX 137   | 2        | 7051 & 7091    | 2019                      | Bus locaux. 7051 = En prêt à Namur. 7091 = Bonvibus (Les Bons Villers) |
| Irisbus GX 127   | 2        | 7125-7126      | 2007                      | En cours de déclassement                                               |
| Van Hool NewA309 | 6        | 7361-7366      | 2011-2012                 |                                                                        |

### Autobus standards
| Marque & Modèle              | Quantité | Numéro de parc                     | Années de mise en service     | Notes |
| ---------------------------- | -------- | ---------------------------------- | ----------------------------- | --- |
| Van Hool A330                | 3        | 7213-7215 7251-7266 7269 7270-7273 | 2011 2002 2011 2012           | Ex-TEC Namur-Luxembourg 4.313, 4.314 et 4.316. Auto-école Le 7251-7266 et 7269-7273 > déclassées. Ex-TEC Namur-Luxembourg 4.315 Ex-TEC Hainaut 3814, 3815, 3817, 3818 |
| Volvo 7900 S-charge          | 21       | 7275-7295                          | 2021                          | |
| Solaris Urbino 12 Hybride    | 26+58    | 7369-7399 7500-7526 7960-7985      | 2021-2022 2021-2022 2020-2021 | |
| Irisbus Citelis 12           | ~ 30     | 7555-7599                          | 2007-2008                     | Déclassées: 7556, 7559, 7563-7564, 7568-7570, 7572, 7576, 7583-7586, 7594 et 7599.                                                                                    |
| Van Hool A500/2              | 1        | 7601-7685                          | 1998                          | 85 unités à l'origine. 7654 Auto-école. |
| VDL Bus & Coach Citea CLF120 | 57       | 7701-7759                          | 2011                          | Déclassées: 7720, 7736. |
| Van Hool NewA330             | 30       | 7801-7830                          | 2015                          | 7830 Auto-école |
| Volvo 7900 Electric Hybrid   | 55       | 7901-7955                          | 2017-2018                     | Déclassée: 7947. |

### Autobus articulés
| Marque & Modèle             | Quantité | Numéro de parc | Années de mise en service | Notes                                   |
| --------------------------- | -------- | -------------- | ------------------------- | --------------------------------------- |
| Van Hool newAG300           | 10       | 7140-7150      | 2010                      | Déclassée: 7148. 7142 > Brabant Wallon. |
| Mercedes Citaro G C2 Hybrid | 6        | 7151-7156      | 2021                      | 7157 > Brabant-Wallon.                  |
| Volvo 7900 S-charge A       | 8        | 7158-7165      | 2022                      |                                         |

### Tramways
| Marque & Modèle | Quantité | Numéro de parc | Années de mise en service | Notes |
| --------------- | -------- | -------------- | ------------------------- | ----- |
| Motrices BN LRV | 45       | 7400-7454      | 1981-1982                 |       |